# 埼玉県道112号和光志木線

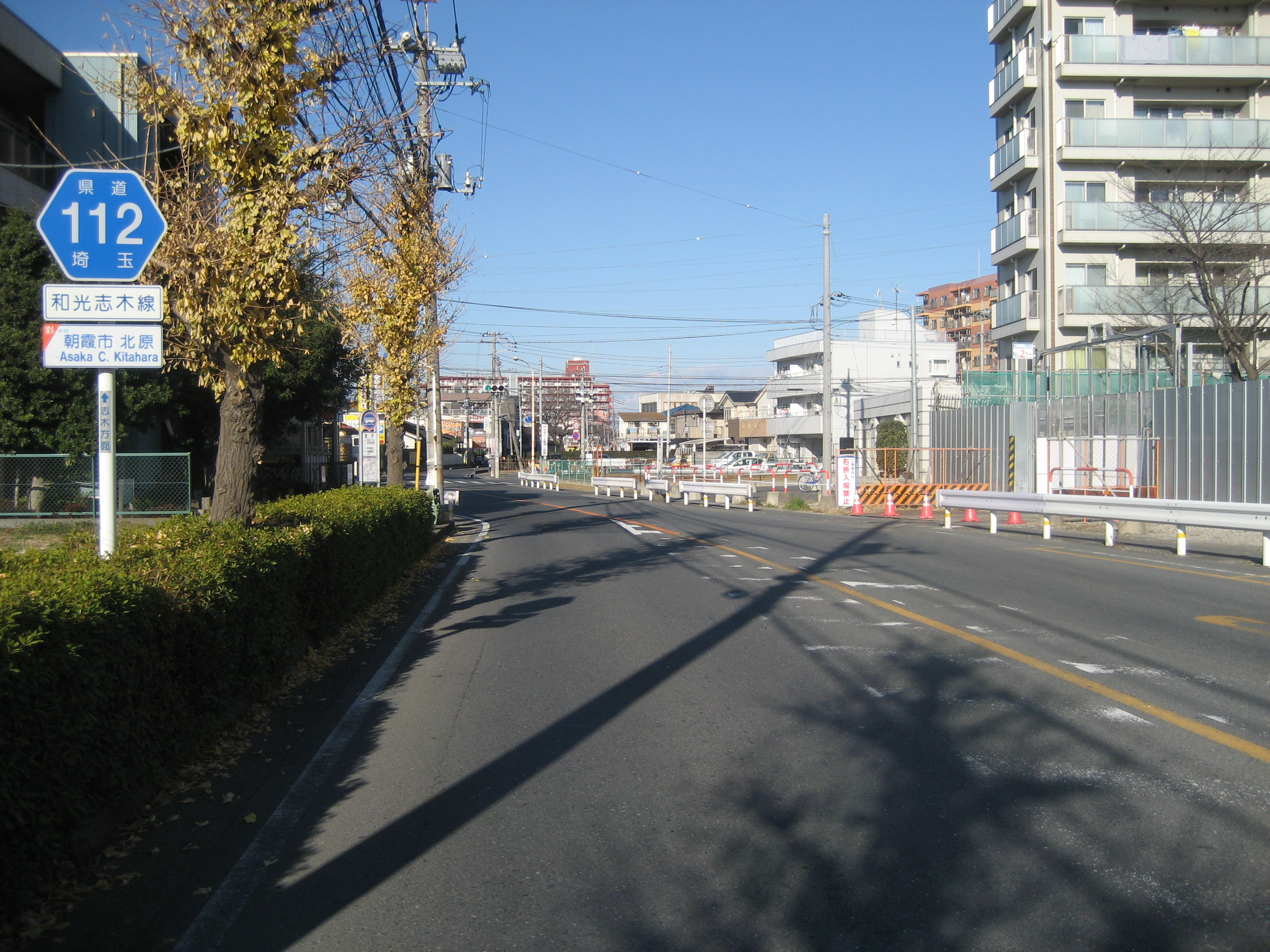
朝霞市北原付近

埼玉県道112号和光志木線（さいたまけんどう112ごう わこうしきせん）とは、埼玉県和光市と志木市を結ぶ県道である。

## 起点・終点
- 起点：和光市本町「本町小学校前交差点」（埼玉県道109号新座和光線交点）
- 終点：志木市本町三丁目「昭和新道交差点」（埼玉県道36号保谷志木線（重複:埼玉県道40号さいたま東村山線・埼玉県道266号ふじみ野朝霞線）交点）

## 通過する自治体
- 埼玉県
  - 和光市、朝霞市、志木市

## 路線状況

### 一般名称
- 清水通り：本町小学校前交差点（和光市本町・起点） - 名称無し交差点（和光市新倉）
- 北口通り：名称無し交差点（和光市新倉） - 越戸橋（和光市朝霞市境）
- 中央通り：越戸橋（和光市朝霞市境） - 朝霞市志木市境
- 昭和新道：朝霞市志木市境 - 昭和新道交差点（志木市本町・終点）

### 重複区間
- 埼玉県道266号ふじみ野朝霞線（朝霞市浜崎三丁目「浜崎三丁目交差点」 - 終点）

## 交差する主な道路
| 交差する道路                                                                        | 交差する道路                                                      | 交差点名       | 所在地 | 所在地 |
| ----------------------------------------------------------------------------------- | ----------------------------------------------------------------- | -------------- | ------ | ------ |
| （清水通り） 国道254号（川越街道）方面                                              |                                                                   |                |        |        |
| 埼玉県道109号新座和光線（旧川越街道）                                               | 埼玉県道109号新座和光線（旧川越街道）                             | 本町小学校前   | 和光市 | 本町   |
| 本線                                                                                | 埼玉県道236号新倉蕨線（北口通り）                                 |                | 和光市 | 新倉   |
| 埼玉県道79号朝霞蕨線（朝霞秋ヶ瀬通り）                                              | 埼玉県道79号朝霞蕨線（朝霞秋ヶ瀬通り）                            | 朝霞駅東口(北) | 朝霞市 | 仲町   |
| （城山通り）                                                                        | （城山通り）                                                      | 東圓寺前       | 朝霞市 | 岡     |
| -                                                                                   | 埼玉県道266号ふじみ野朝霞線（浜崎通り）                           | 浜崎三丁目     | 朝霞市 | 浜崎   |
| （宮戸橋通り）                                                                      | （宮戸橋通り）                                                    | 朝霞浄水場     | 朝霞市 | 宮戸   |
| （ユリノ木通り）                                                                    | -                                                                 | 本町四丁目     | 志木市 | 本町   |
| 埼玉県道36号保谷志木線・埼玉県道40号さいたま東村山線 （慶応通り）                   | 埼玉県道36号保谷志木線・埼玉県道40号さいたま東村山線 （慶応通り） | 昭和新道       | 志木市 | 本町   |
| 埼玉県道36号保谷志木線・埼玉県道40号さいたま東村山線（昭和新道） 宗岡・さいたま方面 |                                                                   |                |        |        |

## 交差する鉄道・河川
- 東武東上線（和光市駅 - 朝霞駅間）
- 越戸川（越戸橋）
- 黒目川（岡橋）
- JR武蔵野線（北朝霞駅 - 西浦和駅間）

## 沿線
- 東京メトロ和光検車区
- 和光市立本町小学校
- 和光市駅（東武東上線・東京メトロ有楽町線・副都心線）
- 和光市立北原小学校
- 朝霞駅（東武東上線）
- 朝霞市博物館
- 東洋大学朝霞キャンパス
- TMGあさか医療センター
- 朝霞市立朝霞第二中学校
- 東京都水道局朝霞浄水場